# God Bless Anguilla
God Bless Anguilla (Dios bendiga a Anguila) es el himno oficial usado por la dependencia británica de Anguila.

## Letra oficial del himno (en inglés)
Nurture and keep her 

Noble and beauteous 

She stands midst the sea 

Oh land of the happy 

A haven we'll make thee 

Our lives and love 

We give unto thee 

(Coro)
With heart and soul 

We'll build a nation 

Proud, strong and free 

We'll love her hold her 

Dear to our hearts for eternity 

Let truth and right 

our banner be 

We'll march ever on 

Mighty we'll make 

Long may she prosper 

God grant her leaders 

wisdom and grace 

May glory and honour 

Ever attend her 

Firm shall she stand 

Throughout every age 

TRADUCCION A ESPAÑOL
Dios bendiga a Anguila
Cuidar y mantener su
Noble y hermosa
Ella está medio del mar
Oh tierra de los felices
Un refugio que haremos contigo
Nuestra vida y el amor
Damos a ti
(Coro)
Con el corazón y el alma
Vamos a construir una nación
Orgulloso, fuerte y libre
Nos encanta su abrazarla
Estimado a nuestros corazones por la eternidad
Que la verdad y el derecho
nuestra bandera se
Vamos a marchar siempre en
Poderoso vamos a hacer
Largo que puede prosperar
Dios quiera sus líderes
la sabiduría y la gracia
De mayo de gloria y el honor
¿Alguna vez asistir a su
Firma que se destacan
A lo largo de todas las edades
- Datos: Q1533627